# Nationalliga A w piłce siatkowej mężczyzn (2012/2013)
Nationalliga A siatkarzy 2012/2013 – 57. sezon rozgrywek o mistrzostwo Szwajcarii w piłce siatkowej organizowany przez Swiss Volley. Zainaugurowany został 29 września 2012 roku.
VBC Ecublens zrezygnował z udziału w rozgrywkach, z tego względu liczbę drużyn zmniejszono do dziewięciu.
W sezonie 2012/2013 w Pucharze CEV Szwajcarię reprezentowały Chênois Genève Volleyball i Volley Amriswil, natomiast w Pucharze Challenge – EN Gas & Oil Lugano i Volley Näfels.

## Drużyny uczestniczące
| | Nationalliga A 2012/2013           |    |     |
| --- | ---------------------------------- | -- | --- |
| CHÊ | Chênois Genève Volleyball          | 1  | CEV |
| LUG | EN Gas & Oil Lugano                | 2  | Ch  |
| NÄF | Volley Näfels                      | 3  | Ch  |
| SCH | TV Schönenwerd                     | 4  |     |
| AMR | Volley Amriswil                    | 5  | CEV |
| LAU | Lausanne UC                        | 6  |     |
| LUT | VBC Lutry-Lavaux                   | 7  |     |
| ZÜR | VBC Raiffeisen Züri Unterland      | 8  |     |
| SMA | Volley Smash 05 Laufenburg-Kaisten | 10 |     |
| Oznaczenia: - kolumna pierwsza – skróty nazw drużyn wpisane na mapie (jeśli ta została zamieszczona), - kolumna trzecia – miejsce zajęte przez daną drużynę w poprzednim sezonie. |                                    |    |     |

## Faza kwalifikacyjna

### Tabela wyników
| Gospodarz \ Gość1                  | CHÊ | LUG | NÄF | SCH | AMR | LAU | LUT | ZÜR | SMA |
| Chênois Genève Volleyball          |     |     |     |     |     |     |     |     |     |
| EN Gas & Oil Lugano                |     |     |     |     |     |     |     |     |     |
| Volley Näfels                      |     |     |     |     |     |     |     |     |     |
| TV Schönenwerd                     |     |     |     |     |     |     |     |     |     |
| Volley Amriswil                    |     |     |     |     |     |     |     |     |     |
| Lausanne UC                        |     |     |     |     |     |     |     |     |     |
| VBC Lutry-Lavaux                   |     |     |     |     |     |     |     |     |     |
| VBC Raiffeisen Züri Unterland      |     |     |     |     |     |     |     |     |     |
| Volley Smash 05 Laufenburg-Kaisten |     |     |     |     |     |     |     |     |     |

Źródło: volleyball.ch
1 Drużyna gospodarzy jest wymieniona po lewej stronie tabeli.
Kolory:
  zwycięstwo gospodarzy 3:0 lub 3:1
  zwycięstwo gospodarzy 3:2
  zwycięstwo gości 3:0 lub 3:1
  zwycięstwo gości 3:2

### Terminarz i wyniki spotkań
| Data       | Godz. | Gospodarz                          | Rezultat                                | Gość                               |
| ---------- | ----- | ---------------------------------- | --------------------------------------- | ---------------------------------- |
| 1. KOLEJKA |       |                                    |                                         |                                    |
| 29.09.2012 | 18:00 | Chênois Genève Volleyball          | 3:0 (25:19, 25:18, 25:13)               | VBC Raiffeisen Züri Unterland      |
| 29.09.2012 | 17:00 | Volley Amriswil                    | 1:3 (22:25, 27:29, 25:22, 23:25)        | TV Schönenwerd                     |
| 30.09.2012 | 17:00 | Volley Näfels                      | 3:1 (28:26, 22:25, 25:17, 25:20)        | Lausanne UC                        |
| 29.09.2012 | 18:00 | Volley Smash 05 Laufenburg-Kaisten | 3:1 (20:25, 25:23, 25:19, 25:20)        | VBC Lutry-Lavaux                   |
| 2. KOLEJKA |       |                                    |                                         |                                    |
| 06.10.2012 | 17:30 | Lausanne UC                        | 3:1 (20:25, 25:19, 25:18, 25:23)        | Chênois Genève Volleyball          |
| 06.10.2012 | 17:00 | TV Schönenwerd                     | 3:2 (20:25, 24:26, 25:12, 26:24, 15:11) | Volley Smash 05 Laufenburg-Kaisten |
| 06.10.2012 | 18:00 | EN Gas & Oil Lugano                | 2:3 (21:25, 24:26, 25:19, 25:16, 13:15) | Volley Amriswil                    |
| 06.10.2012 | 18:00 | VBC Lutry-Lavaux                   | 0:3 (18:25, 23:25, 15:25)               | Volley Näfels                      |
| 3. KOLEJKA |       |                                    |                                         |                                    |
| 07.10.2012 | 17:00 | Chênois Genève Volleyball          | 2:3 (25:18, 19:25, 28:26, 18:25, 6:15)  | TV Schönenwerd                     |
| 07.10.2012 | 18:00 | EN Gas & Oil Lugano                | 3:0 (28:26, 25:15, 25:12)               | Lausanne UC                        |
| 07.10.2012 | 17:00 | Volley Smash 05 Laufenburg-Kaisten | 3:0 (25:18, 25:20, 25:14)               | VBC Raiffeisen Züri Unterland      |
| 07.10.2012 | 17:00 | Volley Amriswil                    | 2:3 (25:22, 25:21, 17:25, 22:25, 13:15) | Volley Näfels                      |
| 4. KOLEJKA |       |                                    |                                         |                                    |
| 13.10.2012 | 18:00 | VBC Lutry-Lavaux                   | 3:2 (12:25, 24:26, 25:21, 25:23, 17:15) | Chênois Genève Volleyball          |
| 13.10.2012 | 17:00 | TV Schönenwerd                     | 3:1 (22:25, 25:19, 25:15, 25:22)        | VBC Raiffeisen Züri Unterland      |
| 13.10.2012 | 17:00 | Volley Näfels                      | 1:3 (25:17, 21:25, 15:25, 21:25)        | EN Gas & Oil Lugano                |
| 13.10.2012 | 17:30 | Lausanne UC                        | 3:2 (25:16, 23:25, 22:25, 25:18, 15:11) | Volley Amriswil                    |